# 鋸山観光自動車道
鋸山観光自動車道（のこぎりやまかんこうじどうしゃどう）とは、千葉県鋸南町にある町道である。
正式名称は「町道1-107号線」。鋸山観光道路とも称される。

## 概要
鋸南町が1996年（平成8年）に、鋸山への観光ルートとして建設した全長775メートルの道路である。通行は無料で、終点には駐車場と日本寺の東口管理所があり、日本寺大仏の最寄りとなっている。
日本寺にアクセスできる道路には他に、有料の鋸山登山自動車道がある。

## 通行料
駐車場とともに無料。